# 伊维龙修道院
伊维龙修道院（喬治亞語： iverta monast'eri, Monḗ Ibḗrōn；英语：Monastery of Iviron) 是希腊北部阿索斯神权共和国的一座东正教修道院。 

## 历史
伊维龙修道院由两名格鲁吉亚修士约安和Tornike Eristav建于980-983年，供格鲁吉亚修士居住。伊维龙地名称为古代格鲁吉亚人的高加索伊比利亚王国的希腊语名称。 
该修道院在阿索斯山排在第三位。修道院图书馆藏有2000册抄本，20000本格鲁吉亚语、希腊语、希伯来语、拉丁语书籍。
该修道院拥有的圣人圣髑是阿索斯山最多的。著名的9世纪圣母像也位于伊维龙修道院。
修道院有大约30名修士，但没有一名是格鲁吉亚人。但是有四十名左右格鲁吉亚隐士在修道院附近隐修。

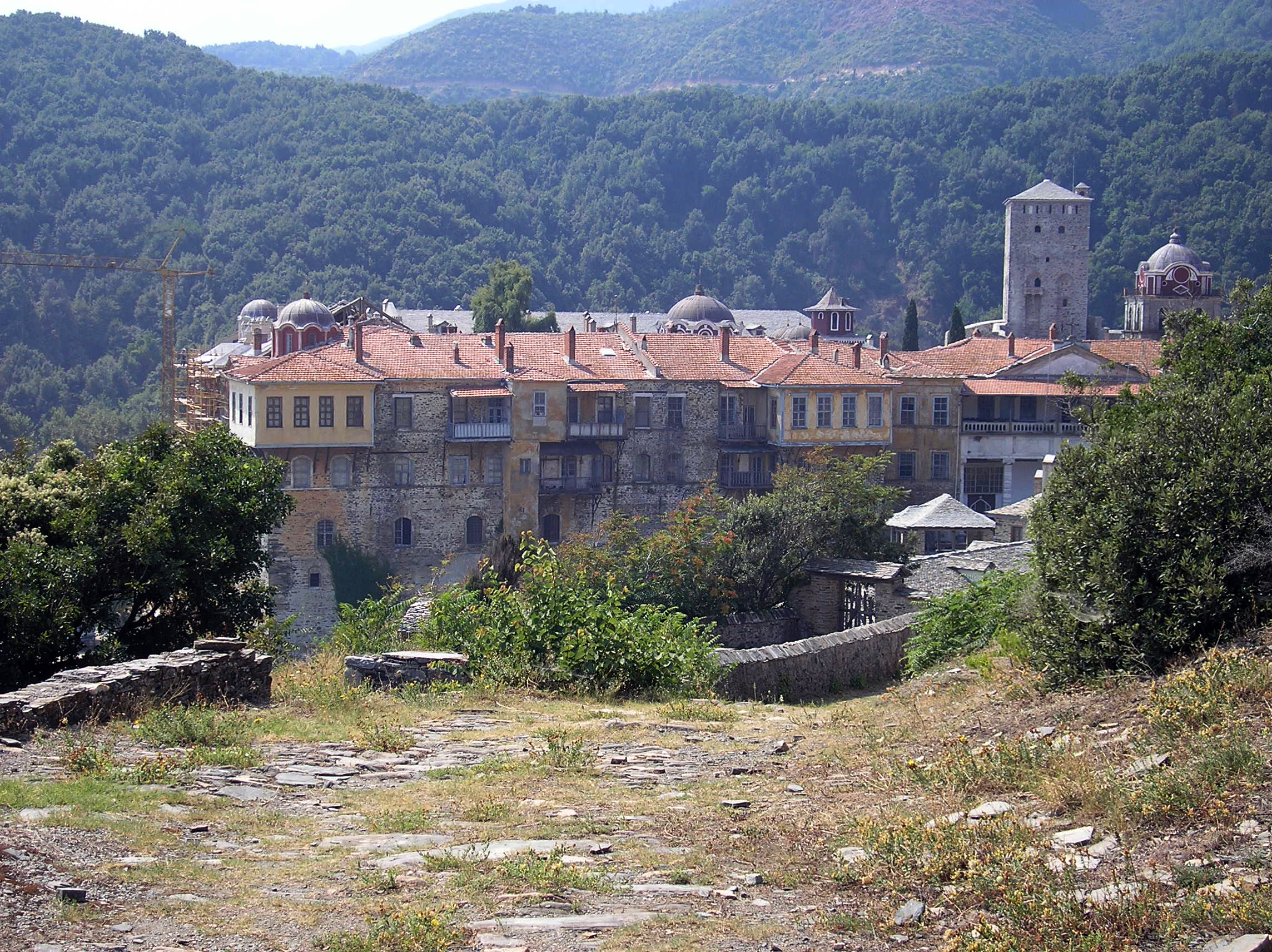
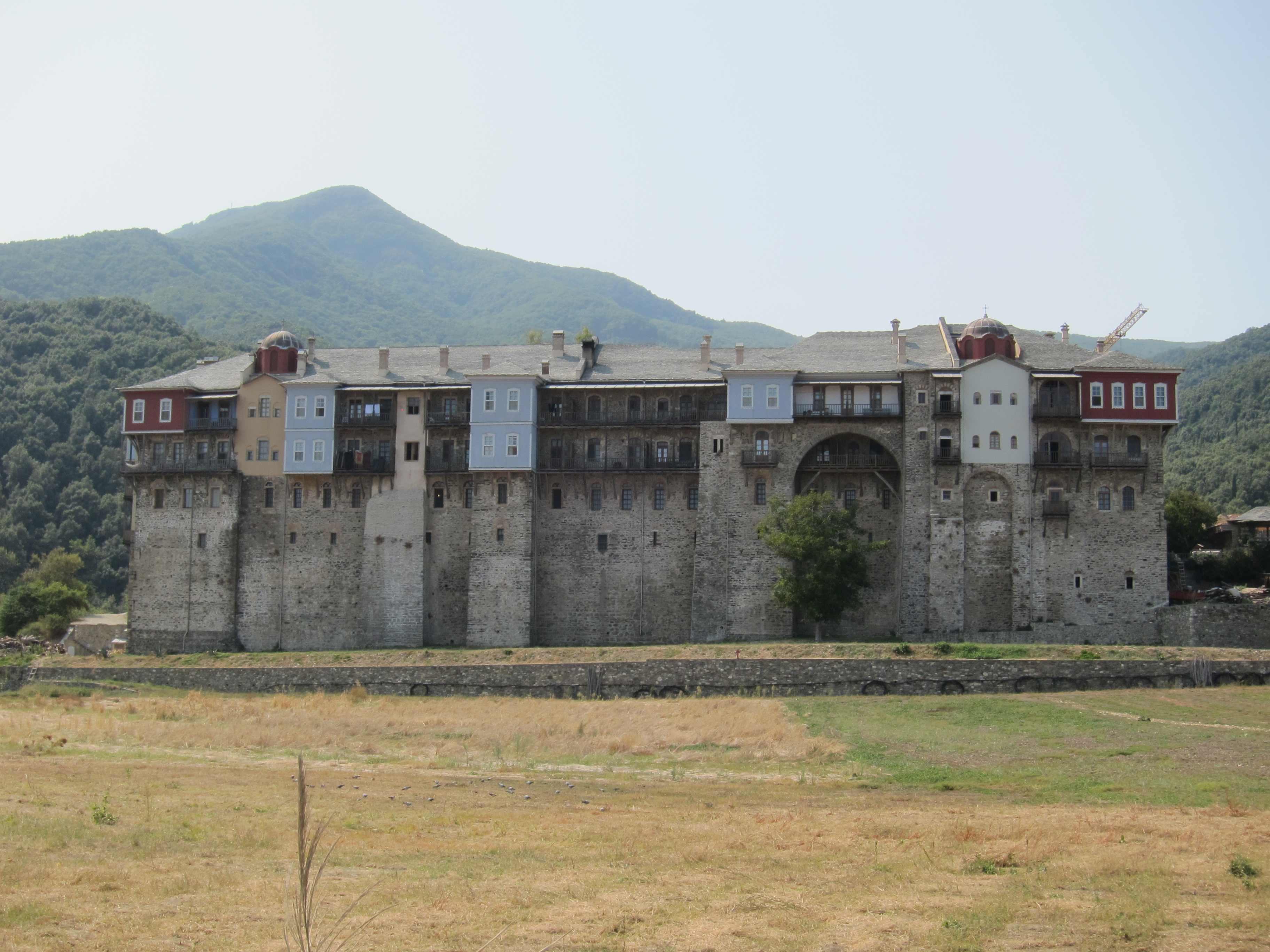